# アシネトバクター・カルコアセティカス
アシネトバクター・カルコアセティカス（Acinetobacter calcoaceticus）は、アシネトバクター属の真正細菌であり、非運動性、好気性、カタラーゼ陽性、オキシダーゼ陰性のグラム陰性球菌である。ヒトの腸内常在菌且つ土壌細菌である。Aedes albopictus（ヒトスジシマカ）を媒介にして他の生物に感染する。A. baumannii（アシネトバクター・バウマニ）、A. nosocomialis（アシネトバクター・ノソコミアリス）、A. pittii（アシネトバクター・ピッティ）及びAcinetobacter seifertii（アシネトバクター・セイフェルティ）と共にA. calcoaceticus-A. baumannii複合体を構成する。

## 生息地
A. calcoaceticusは土壌細菌でトラ蚊のAedes albopictus（ヒトスジシマカ）のミクロフローラで流行していることが示されている。  

## 代謝
A. calcoaceticusは(+)-カテキンを唯一の炭素源とすることができ、その際、分解生成物としてフロログルシノールカルボン酸を排出する。  

## 臨床
A. calcoaceticusはヒト病原性であり、複数の基礎疾患を持つ患者に対して日和見感染を引き起こす可能性がある。  

## 利用
ヒト日和見感染菌であるA. baumannii（アシネトバクター・バウマニ）の、実験室環境での代替菌株として利用されることがある。両菌種の類似性は極めて高く、A. calcoaceticus-A. baumannii複合体は形成される。他の利点として、A. baumanniiと比較して費用対効果は高く、DNAの取り込み能力はより高いことが挙げられる。